# Букаєв Іван Прокопович
Іван Прокопович Букаєв (нар. 31 травня 1901 — пом. 11 серпня 1971) — Герой Радянського Союзу (1943), під час німецько-радянської війни стрілець 78-го гвардійського стрілецького полку 25-ї гвардійської стрілецької дивізії (6-та армія, Південно-Західний фронт).

## Біографія
Народився 31 травня 1901 року в селі Станично-Луганське (нині селище міського типу Станиця Луганська Луганської області України), в сім'ї робітника. Росіянин. Освіта початкова. Працював шахтарем, потім робітником на Паровозобудівному заводі Гартмана.
У 1922-24 роках служив у Червоній Армії. 
У жовтні 1941 року вдруге призваний в Червону Армію. З квітня 1942 року на фронтах німецько-радянської війни.
Стрілець 78-го гвардійського стрілецького полку (25-та гвардійська стрілецька дивізія, 6-та армія, Південно-Західний фронт) гвардії червоноармієць Іван Букаєв у складі взводу під командуванням гвардії лейтенанта Широніна П.М. з 2 по 6 березня 1943 року брав участь у відбитті атак танків, бронемашин і піхоти противника біля залізничного переїзду на південній околиці села Таранівка (нині Зміївський район Харківської області України). Взвод гвардійців-широнінців утримав позиції, знищивши 11 ворожих бойових машин і до ста гітлерівців. Гвардії червоноармієць Букаєв І.П. в цьому бою був важко поранений.
18 травня 1943 року гвардії червоноармійцеві Івану Букаєву присвоєно звання Героя Радянського Союзу з врученням ордена Леніна і медалі «Золота Зірка» (№ 1670). 
Вийшовши з госпіталю продовжував воювати на Білоруському, 1-му і 2-му Білоруських фронтах. Брав участь в Мозирській, Брестсько-Люблінській, Вісло-Одерській, Східно-Померанській і Берлінській операціях. Брав участь у визволенні Мозиря, Любліна, Лодзя, Каліша, Ландсберга, Штаргарда, Потсдама. Брав участь у Параді Перемоги на Красній площі в Москві в складі зведеного ескадрону 7-го кавалерійського корпусу. Після закінчення війни в званні старшини Букаєв був демобілізований. 
Після війни старшина Букаєв І.П. демобілізований. Жив і працював у рідному селищі Станично-Луганське. Помер 11 серпня 1971. 

## Вшанування пам'яті
Ім'я Героя носить одна з вулиць селища міського типу Станиця Луганська. У селах Таранівка і Соколове встановлені пам'ятники Героям Широнінцям.